# Puente Ferroviario Internacional Laredo-Colombia 3
El Puente Ferroviario Internacional Laredo-Colombia 3 es un puente ferroviario propuesto a través de la frontera entre Estados Unidos y México que construirá el estado mexicano de Nuevo León y, en el lado de los Estados Unidos, la ciudad de Laredo o el condado de Webb en el área de Colombia, Nuevo León-Laredo, Texas. Este puente ferroviario internacional sería el primer y único enlace ferroviario internacional de Nuevo León. Permitiría la entrada de Nuevo León al mercado comercial ferroviario y competiría con los estados limítrofes de Coahuila y Tamaulipas. Se construirá al sur del Puente Internacional Colombia-Solidaridad.
Para ello el gobierno mexicano aprobó el  puente ferroviario que se planeaba, se construyese con fondos del Gobierno de los Estados Unidos y Union Pacific.